# Сальседо, Роберт
Роберто Сальседо Гавилан (англ. Roberto Salcedo Gavilán, род. 18 апреля 1953, Вилла Хуана, Доминиканская Республика) — доминиканский политик, актёр и телевизионный продюсер. Занимал должность мэра Санто-Доминго с 2002 по 2016 год.

## Биография
Родился в бедной семье, отец Роберто Сальседога Гавилана был морским пехотинцем, зарабатывавший 14 долларов США в месяц, мать швеей и рукодельницей.

### Телевидение
Он успешный доминиканский телеведущий и продюсер, активно участвовавший в различных местных телеканалах. Он приобрел известность как комедийный актер на доминиканском телевидении. Дебютировал на телевидении в El Show del 4 в 1978 году.

### Политическая деятельность
Член Доминиканской партии освобождения. В 2002 году победил на выборах и занял пост мэра столицы Доминиканской Республики, а в 2016 году проиграл выборы кандидату Дэвиду Колладо, члену Современной революционной партии (Partido Revolucionario Moderno), который получил 57,28% голосов, тогда как представители Доминиканской партии освобождения заработали только 36,45% Участвовал в муниципальных выборах 2020 года.

### Семья
Роберто Сальседо Гавилан не имеет детей. О его браке ничего не известно.